# Emma Mærsk
L'Emma Mærsk és un vaixell portacontenidors de la classe Mærsk E propietat de l'A.P. Moller-Maersk Group. Quan va ser fabricat l'Emma Mærsk era el portacontenidors més gros mai construït (ara superat pel petrolier Knock Nevis), i fins al 2007 el vaixell més llarg en servei. Oficialment, l'Emma Mærsk és capaç de carregar al voltant d'11 000 TEU (de l'anglès: twenty-foot equivalent units, mesura de capacitat dels contenidors) segons els càlculs de la companyia Mærsk, que ve a ser al voltant de 1400 contenidors més que cap altre vaixell és capaç de transportar.

Esquema comparatiu de mides dels vaixells més grans.

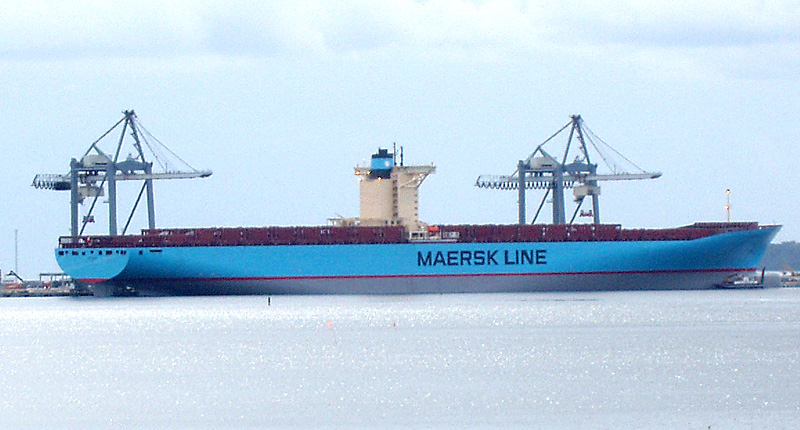
Emma Mærsk

## Història
El vaixell va ser construït a les drassanes de Odense Steel Shipyard a Dinamarca. El juny de 2006, durant la construcció, feines de soldadura causaren un incendi dins de la superestructura.
Se'l batejà en una cerimònia el 12 d'agost de 2006. El nom d'Emma Mærsk, es deu a Emma Mærsk Mc-Kinney Møller la darrera dona de Mærsk Mc-Kinney Møller, morta el 2005. Es feu a la mar per primer cop el 8 de september de 2006 a les dues de la tarde d'Aarhus. Aquest viatge inaugural el dugué als ports de Göteborg, Bremerhaven, Rotterdam, Algesires, al Canal de Suez i arribà a Singapur l'1 d'octubre de 2006 a les 20:05 hores. L'endemà va salpar cap a Yantian, Kobe, Nagoya, i Yokohama. El viatge de tornada inclogué les escales a Yantian, Hong Kong, Tanjung Pelepas, el canal de Canal de Suez, Felixstowe, Rotterdam, Bremerhaven, Göteborg fins a Århus on arribà l'11 de novembre.